# Mark Pellington
Mark Pellington (ur. 17 marca 1962 w Baltimore) – amerykański reżyser, scenarzysta i producent filmowy i telewizyjny.

## Życiorys

### Wczesne lata
Urodził się w Baltimore w stanie Maryland jako syn gracza futbolu amerykańskiego Williama "Billa" Pellingtona (1927–1994) i Milici V. Pellington (1927-2010). Wychował się ze starszym bratem Williamem "Bato", który został brokerem ubezpieczeniowym nieruchomości w Baltimore w CBRE Group. W 1980 roku ukończył szkołę średnią dla chłopców St. Paul’s School for Boys w Brooklandville w stanie Maryland. Otrzymał bakalaureat na wydziale retoryki w University of Virginia.

### Kariera
Zdobył sławę jako reżyser teledysków w MTV. Prowadził także program Buzz. W 1993 roku zdobył MTV Video Music Award za najlepszą reżyserię wideoklipu do utworu "Jeremy" grupy Pearl Jam. W 1994 za teledysk do utworu "Hobo Humpin' Slobo Babe" grupy Whale otrzymał MTV Europe Music Award.
Pracował ze słynnymi formacjami m.in. z U2 lub INXS. Następnie wraz z Jimem Jarmuschem oraz Wimem Wendersem opracował kilka programów telewizyjnych. Debiutem fabularnym Pellingtona był krótkometrażowy Father's Daze, a następnie pełnometrażowy film Idąc na całość.

## Życie prywatne
W 1995 roku poślubił projektantkę kostiumów filmowych Jennifer Barrett Pellington (ur. 18 grudnia 1961). Zmarła 30 lipca 2004 w hrabstwie Los Angeles po długotrwałej chorobie w wieku 42 lat.

## Nagrody i nominacje
| Rok  | Nagroda                                    | Kategoria                                                            | Rezultat  | film/teledysk                                                     |
| ---- | ------------------------------------------ | -------------------------------------------------------------------- | --------- | ----------------------------------------------------------------- |
| 1989 | CableACE Award                             | Montaż komedii lub serialu / muzyki                                  | Nominacja | Stevie Wonder's Characters (1988) z Glennem Lazzaro               |
| 1993 | MTV Europe Music Awards                    | Najlepszy reżyser wideoklipu                                         | Wygrana   | "Jeremy" – Pearl Jam                                              |
| 1993 | Primetime Emmy                             | Najlepsze indywidualne osiągnięcie w dziedzinie projektu graficznego | Nominacja | Wydział zabójstw Baltimore 3 (Homicide: Life on the Street, 1993) |
| 1994 | MTV Europe Music Awards 1994               | Najlepszy reżyser wideoklipu                                         | Wygrana   | "Hobo Humpin' Slobo Babe" – Whale                                 |
| 1997 | Wielka nagroda Jury Sundance Film Festival | Najlepszy dramat                                                     | Nominacja | Na całość (Going All the Way, 1997)                               |
| 1999 | Grand Prix Award - Paris Film Festival     | Najlepszy reżyser                                                    | Nominacja | Arlington Road (1999)                                             |
| 1999 | Saturn                                     | Najlepszy film akcji / przygodowy / thriller                         | Nominacja | Arlington Road (1999)                                             |

## Filmografia

### Filmy fabularne
- 1997: Na całość (Going All the Way)
- 1999: Arlington Road
- 2002: Przepowiednia (The Mothman Prophecies)
- 2008: U2 3D
- 2008: Henry Poole powrócił (Henry Poole is Here)
- 2011: I Melt with You
- 2017: The Last Word

### Filmy krótkometrażowe i dokumentalne
- 1992: U2: Achtung Baby, the Videos, the Cameos and a Whole Lot of Interference from ZOO-TV
- 1995: United States of Poetry
- 1997: Idąc na całość (Destination Anywhere)
- 1998: Pearl Jam: Single Video Theory
- 1999: Alice in Chains: Music Bank: The Videos
- 2003: Day by Day: A Director’s Journey Part 1 & 2
- 2004: I'm Only Looking: The Best of INXS
- 2005: VOID (Video Overview in Deceleration)
- 2014: Lone

### Seriale TV
- 1993-99: Wydział zabójstw Baltimore 3 (Homicide: Life on the Street)
- 2003–2007: Dowody zbrodni (Cold Case)

### Teledyski
| Rok  | Tytuł                                        | Wykonawca                           |
| ---- | -------------------------------------------- | ----------------------------------- |
| 1986 | "Stay Right Here"                            | Deep 6                              |
| 1987 | "Silent Morning"                             | Noel Pagan                          |
| 1988 | "What's on Your Mind (Pure Energy)"          | Information Society                 |
| 1989 | "Say No Go"                                  | De La Soul                          |
| 1989 | "Repetition"                                 | Information Society                 |
| 1990 | "Stone Cold Yesterday"                       | The Connells                        |
| 1990 | "Love & Tears"                               | Maggie's Dream                      |
| 1990 | "Pretty White"                               | Deep 6                              |
| 1991 | "Gypsy Woman (She’s Homeless)"               | Crystal Waters                      |
| 1991 | "Set Adrift on Memory Bliss"                 | P.M. Dawn                           |
| 1992 | "Television, the Drug of the Nation"         | The Disposable Heroes of Hiphoprisy |
| 1992 | "Shut ’Em Down"                              | Public Enemy                        |
| 1992 | "Jeremy"                                     | Pearl Jam                           |
| 1992 | "One"                                        | U2                                  |
| 1992 | "Reality Used to Be a Friend of Mine"        | PM Dawn                             |
| 1992 | "Peace and Love Inc."                        | Information Society                 |
| 1993 | "Black Lodge"                                | Anthrax                             |
| 1993 | "Rooster"                                    | Alice in Chains                     |
| 1993 | "Beautiful Girl"                             | INXS                                |
| 1993 | "Independent"                                | Sacred Reich                        |
| 1993 | "Butterfly"                                  | The Screaming Trees                 |
| 1994 | "Hobo Humpin' Slobo Babe"                    | Whale                               |
| 1994 | "'74–'75"                                    | The Connells                        |
| 1994 | "Hey Baby"                                   | Maggie Estep & I Love Everybody     |
| 1995 | "Tomorrow"                                   | Silverchair                         |
| 1995 | "Kickin'"                                    | Whale                               |
| 1995 | "Waydown"                                    | Catherine Wheel                     |
| 1996 | "Ladykillers"                                | Lush                                |
| 1996 | "Low"                                        | Sacred Reich                        |
| 1996 | "Beautiful Girl"                             | Pete Droge & the Sinners            |
| 1997 | "Queen of New Orleans"                       | Jon Bon Jovi                        |
| 1997 | "Janie, Don't Take Your Love to Town"        | Jon Bon Jovi                        |
| 1997 | "Midnight in Chelsea"                        | Jon Bon Jovi                        |
| 1997 | "Staring at Your Window"                     | Jon Bon Jovi                        |
| 1998 | "Ugly"                                       | Jon Bon Jovi                        |
| 1999 | "We're in This Together"                     | Nine Inch Nails                     |
| 2002 | "Lonesome Day"                               | Bruce Springsteen                   |
| 2002 | "Do You Realize??" (wersja brytyjska)        | The Flaming Lips                    |
| 2002 | "Half Light"                                 | Tomandandy                          |
| 2003 | "Wasted Time"                                | Kings of Leon                       |
| 2004 | "Gravedigger"                                | Dave Matthews                       |
| 2005 | "Best of You"                                | Foo Fighters                        |
| 2005 | "Falling by the Way Side"                    | People In Planes                    |
| 2005 | "Everybody’s Changing"                       | Keane                               |
| 2006 | "How To Save a Life"                         | The Fray                            |
| 2007 | "Soulmate"                                   | Natasha Bedingfield                 |
| 2007 | "Girls in Their Summer Clothes (Winter Mix)" | Bruce Springsteen                   |
| 2008 | "Henry Poole Is Here"                        | Ron Irizarry                        |
| 2008 | "We're Not Beautiful"                        | Emma Ejwertz                        |
| 2009 | "One Time We Lived" (wersja 2)               | Moby                                |
| 2010 | "Syndicate"                                  | The Fray                            |
| 2010 | "New Morning"                                | Alpha Rev                           |
| 2010 | "Laredo"                                     | Band of Horses                      |
| 2010 | "Hold My Hand"                               | Michael Jackson                     |
| 2010 | "Spanking Machines"                          | Permission                          |
| 2011 | "Care"                                       | Kid Rock                            |
| 2011 | "Skyscraper"                                 | Demi Lovato                         |
| 2012 | "I Won't Give Up"                            | Jason Mraz                          |
| 2014 | "Final Masquerade"                           | Linkin Park                         |
| 2014 | "Cigarette Daydreams"                        | Cage The Elephant                   |
| 2014 | "Giants"                                     | Bear Hands                          |
| 2014 | "Feral Love"                                 | Chelsea Wolfe                       |
| 2014 | "Let the Fireflies Fly Away"                 | Mark Mulcahy                        |
| 2014 | "Young Blood"                                | Bea Miller                          |
| 2014 | "Why Not Me"                                 | The Indecent                        |
| 2015 | "Human Race"                                 | Three Days Grace                    |
| 2015 | "Where's the Indifference Now?"              | Mark Mulcahy                        |
| 2015 | "Nightlight"                                 | Silversun Pickups                   |
| 2016 | "Dynasty"                                    | MIIA                                |
| 2016 | "Lost Boy"                                   | Ruth B                              |
| 2016 | "Furious Angel"                              | Emma Ruth Rundle                    |